# 杂斑扁尾鲀
杂斑扁尾鲀（学名：Pleuranacanthus suezensis）为鲀科扁尾鲀属的鱼类。分布于红海以及中国南海、台湾海峡等海域，属于热带和亚热带近海底层鱼类。其内脏和血液有毒。该物种的模式产地在苏伊士。